# 黒柳トシマサ
黒柳 トシマサ（くろやなぎ トシマサ、1980年11月14日 - ）は日本のアニメ監督、演出家、アニメーター。

## 経歴
愛知県出身。明治大学卒業後、2004年にアニメーターとして業界入り。オープロダクションに入社後、2007年に『みなみけ』で演出家デビュー。2012年、『好きっていいなよ。』でシリーズディレクターを務めた。父親は愛知大学副学長などを務めた黒柳孝夫。

## 参加作品

### テレビアニメ
- JINKI:EXTEND（2005年）原画 - 黒柳利充名義
- となグラ！（2006年）原画 - 黒柳利充名義
- Ergo Proxy（2006年）原画 - 黒柳としまさ名義
- 僕等がいた（2006年）原画 - 黒柳利充名義
- TOKYO TRIBE 2（2006年）原画
- 天保異聞 妖奇士（2006年）原画
- レ・ミゼラブル 少女コゼット（2006年）原画
- 月面兎兵器ミーナ（2006年）原画
- デルトラ・クエスト（2007年 - 2008年）原画
- THE SKULLMAN（2007年）第二原画 - 黒柳としまさ名義
- おおきく振りかぶって（2007年）原画
- BLUE DROP（2007年）原画
- ヒロイック・エイジ（2007年）原画
- ルパン三世 霧のエリューシヴ（2007年）原画
- 天元突破グレンラガン（2007年）原画
- みなみけ（2007年）絵コンテ・演出・原画
- ロザリオとバンパイア（2008年）原画
- ゼロの使い魔 ～三美姫の輪舞～（2008年）原画
- ヒャッコ（2008年）作画監督・原画
- まかでみWAっしょい！（2008年）原画
- ポルフィの長い旅（2008年）原画
- ミチコとハッチン（2008年 - 2009年）第二原画
- とらドラ！（2008年 - 2009年）原画
- ヴァンパイア騎士 Guilty（2008年）第二原画
- はじめの一歩 New Challenger（2009年）原画
- 川の光（2009年）原画
- うみものがたり ～あなたがいてくれたコト～（2009年）原画
- 戦場のヴァルキュリア（2009年）絵コンテ・演出・作画監督補佐
- 君に届け（2009年 - 2010年）演出・原画作画監督・原画
- ソ・ラ・ノ・ヲ・ト（2010年）原画
- おおきく振りかぶって ～夏の大会編～（2010年）原画
- 屍鬼（2010年）原画
- ドラえもん（2010年）原画
- 戦国BASARA 弐（2010年）絵コンテ
- 世紀末オカルト学院（2010年）原画
- みつどもえ（2010年）絵コンテ・演出
- それでも町は廻っている（2010年）原画
- ぬらりひょんの孫（2010年）原画
- 伝説の勇者の伝説（2010年）原画
- 侵略！イカ娘（2010年）原画
- 君に届け 2ND SEASON（2011年）原画
- フラクタル（2011年）原画
- 青の祓魔師（2011年）絵コンテ・演出
- THE IDOLM@STER（2011年）原画
- WORKING'!!（2011年）絵コンテ
- ギルティクラウン（2011年 - 2012年）原画
- 妖狐×僕SS（2012年）絵コンテ・演出
- 夏目友人帳 肆（2012年）演出
- 好きっていいなよ。（2012年）シリーズディレクター・絵コンテ・演出・エンドカード
- キューティクル探偵因幡（2013年）第二原画
- やはり俺の青春ラブコメはまちがっている。（2013年）絵コンテ
- サーバント×サービス（2013年）絵コンテ・演出
- DIABOLIK LOVERS（2013年）絵コンテ
- ガリレイドンナ（2013年）絵コンテ
- 鬼灯の冷徹（2014年）絵コンテ・演出・原画
- 冬のマジョモリ（2014年／「スパルタンMX」内で放送）原案・監督・絵コンテ
- 少年ハリウッド -HOLLY STAGE FOR 49-（2014年）監督・絵コンテ・演出・作画監督・原画
- 少年ハリウッド -HOLLY STAGE FOR 50-（2015年）監督・絵コンテ・演出・原画
- プラスティック・メモリーズ（2015年）原画
- やはり俺の青春ラブコメはまちがっている。続（2015年）原画
- 少女たちは荒野を目指す（2016年）絵コンテ
- 舟を編む（2016年）監督・脚本・絵コンテ・演出・原画
- 3月のライオン（2016年 - 2017年）原画
- フレームアームズ・ガール（2017年）原画
- ブレンド・S（2017年）絵コンテ・演出・原画
- 鹿楓堂よついろ日和（2018年）絵コンテ・演出・原画
- レイトンミステリー探偵社 カトリーのナゾトキファイル（2018年 - 2019年）第二原画
- バクテン!!（2021年）監督・絵コンテ・演出

### OVA
- 苺ましまろOVA（2007年）原画
- こはるびより（2007年）原画
- ひぐらしのなく頃に外伝 猫殺し編（2007年）原画
- 苺ましまろ encore（2009年）原画
- ひぐらしのなく頃に礼（2009年）原画
- るろうに剣心 -明治剣客浪漫譚- 新京都編（2011年）原画
- みツわの（2014年）原画
- 昭和元禄落語心中 与太郎放浪篇（2015年）原画
- 「英雄」解体（2016年）監督・脚本・絵コンテ・演出・原画

### 劇場アニメ
- あさがおと加瀬さん。（2018年）原画
- 少年ハリウッド HOLLY STAGE FOR YOU 完全版（2018年）監督・絵コンテ・演出
- 思い、思われ、ふり、ふられ（2020年）監督・絵コンテ・演出
- 映画 バクテン!!（2022年）監督・絵コンテ・演出

### ミュージックビデオ
- キミノヒカリ 〜あさがおと加瀬さん。〜（2017年）原画

### 同人作品
- いつか、世界の片隅で（2013年）原案・監督・脚本・絵コンテ・演出・キャラクターデザイン・作画監督[2]

## 受賞歴
- 第21回文化庁メディア芸術祭アニメーション部門新人賞（『舟を編む』）